# Andreas Stähle
Andreas Stähle (n. 14 februarie 1965, Halle (Saale), RDG) este un canoist ce a reprezentat Germania, medaliat olimpic. A participat la o ediție a Jocurilor Olimpice (1988) în care a câștigat o medalie de argint și o medalie de bronz.